# NGC 1329
NGC 1329 ist eine Spiralgalaxie vom Hubble-Typ Sa im Sternbild Eridanus am Südsternhimmel. Sie ist schätzungsweise 192 Millionen Lichtjahre von der Milchstraße entfernt und hat einen Durchmesser von etwa 80.000 Lichtjahren.

Im selben Himmelsareal befindet sich u. a. die Galaxie NGC 1345.
Das Objekt wurde am 11. Dezember 1835 von dem Astronomen John Herschel entdeckt.